# داناآباد
داناآباد (به انگلیسی: Dana Abad) یک روستا در پاکستان است که در پنجاب واقع شده‌است.